# L'été est parti
Pour plus de détails, voir Fiche technique et Distribution.
L'été est parti (Пропало лето) est un film soviétique réalisé par Rolan Bykov et Nikita Orlov, sorti en 1963,.

## Fiche technique
- Photographie : Gennadi Tsekavy, Viktor Yakuchev
- Musique : Boris Tchaïkovski
- Décors : Alexandre Kuznetsov, Natalia Mechkova
- Montage : Irma Tsekavaia